# Viaje del papa Francisco a Filipinas y Sri Lanka

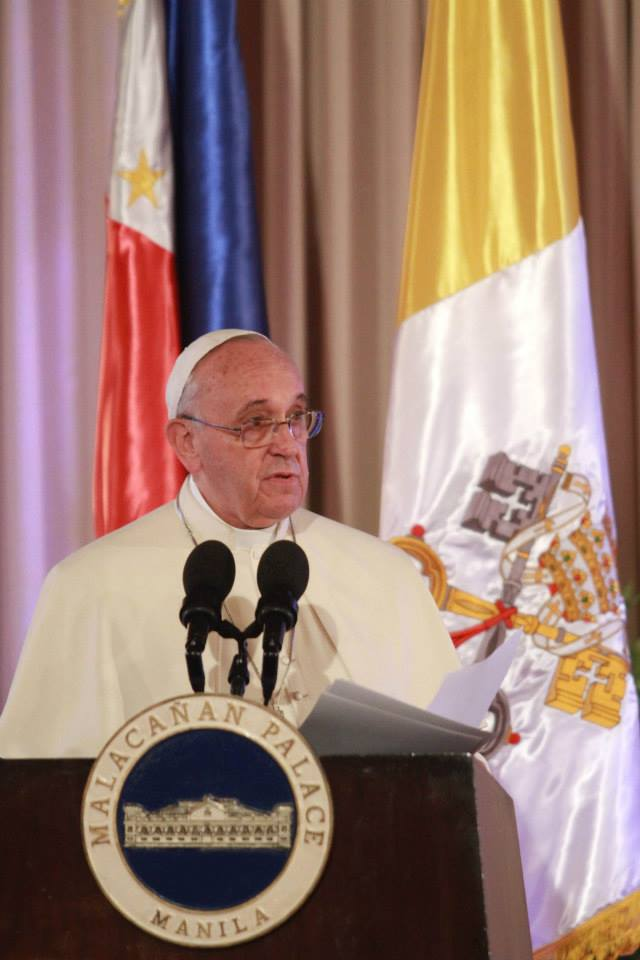
El papa en Filipinas.

Entre los días 12 y 19 de enero de 2015, el papa Francisco realizó un viaje apostólico por los países de Sri Lanka y las Filipinas.

## Desarrollo

### Sri Lanka
El 12 de enero, tras llegar al aeropuerto principal, el papa tuvo un encuentro con los obispos de Sri Lanka en el Arzobispado de Colombo y después visitó al Presidente de la República en la Residencia Presidencial. Al día siguiente, procedió a la Santa Misa y Canonización del beato José Vaz. El pontífice volvió a hablar del tema del terrorismo, condenando el fundamentalismo religioso: "Es una constante tragedia de nuestro mundo que muchas comunidades estén en guerra entre ellas".
El 15 de enero, el último día de la visita a Sri Lanka, el Papa visitó la Capilla de Nuestra Señora de Lanka en Bolowalana; luego se fue al aeropuerto para la ceremonia de despedida y la salida a Manila.

### Filipinas
Fue recibido el jueves 15 de enero por el presidente Benigno Aquino III, varios otros funcionarios del gobierno y líderes de la iglesia. El Papa llegó al país a 17:32, unos 13 minutos antes de su hora prevista de llegada.
El 16 celebró misa en la Catedral de Manila. El 17 por la mañana, el Papa se trasladó a Tacloban, donde celebró una nueva misa al lado del aeropuerto bajo la presencia de más de un millón de fieles. Debido al mal tiempo, no se pudo celebrar la misa en el escenario principal, pero sí en un escenario más pequeño al lado.
El 18 de enero, el Papa celebró una misa en presencia de unos 6-7 millones de miembros. Es el evento con mayor asistencia en la historia. El día 19 de enero Francisco asistió a una ceremonia de despedida en el Pabellón Presidencial en la base aérea de Villamor, por el presidente Benigno Aquino III, sus secretarios del gabinete y obispos católicos, antes de volar de regreso a Roma. El Papa partió de Manila a las 10:12 a. m..